# Franciaország az 1976. évi nyári olimpiai játékokon
Franciaország a kanadai Montréalban megrendezett 1976. évi nyári olimpiai játékok egyik részt vevő nemzete volt. Az országot az olimpián 18 sportágban 206 sportoló képviselte, akik összesen 9 érmet szereztek.

## Érmesek
| Érem  | Versenyző                                                                                              | Sportág      | Versenyszám         |
| ----- | --- | ------------ | ------------------- |
| Arany | Guy Drut                                                                                               | Atlétika     | Férfi 110 m gát     |
| Arany | Hubert Parot Michel Roche Marc Roguet Jean-Marcel Rozier                                               | Lovaglás     | Csapat díjugratás   |
| Ezüst | Daniel Morelon                                                                                         | Kerékpározás | Férfi egyéni sprint |
| Ezüst | Daniel Senet                                                                                           | Súlyemelés   | 67,5 kg             |
| Ezüst | Brigitte Gapais-Dumont Claudette Herbster-Josland Brigitte Latrille Christine Muzio Véronique Trinquet | Vívás        | Női tőr, csapat     |
| Bronz | Patrick Vial                                                                                           | Cselgáncs    | Férfi váltósúly     |
| Bronz | Henri Boërio                                                                                           | Torna        | Férfi nyújtó        |
| Bronz | Bernard Talvard                                                                                        | Vívás        | Férfi tőr, egyéni   |
| Bronz | Didier Flament Christian Noël Frédéric Pietruszka Daniel Revenu Bernard Talvard                        | Vívás        | Férfi tőr, csapat   |

## Atlétika
Férfi
| Versenyző                                                                | Versenyszám     | Előfutam | Előfutam | Előfutam | Negyeddöntő | Negyeddöntő | Negyeddöntő | Elődöntő | Elődöntő | Elődöntő | Döntő    | Döntő    |
| Versenyző                                                                | Versenyszám     | Idő      | Hely.    | Össz.    | Idő         | Hely.       | Össz.       | Idő      | Hely.    | Össz.    | Idő      | Helyezés |
| ------------------------------------------------------------------------ | --------------- | -------- | -------- | -------- | ----------- | ----------- | ----------- | -------- | -------- | -------- | -------- | -------- |
| Jean-Claude Amoureux                                                     | 100 m           | 10,75    | 5.       | 38.*     | kiesett     | kiesett     | kiesett     | kiesett  | kiesett  | kiesett  | kiesett  | kiesett  |
| Dominique Chauvelot                                                      | 100 m           | 10,79    | 5.       | 43.      | kiesett     | kiesett     | kiesett     | kiesett  | kiesett  | kiesett  | kiesett  | kiesett  |
| Gilles Échevin                                                           | 100 m           | 10,53    | 1.       | 9.**     | 12,00       | 8.          | 30.         | kiesett  | kiesett  | kiesett  | kiesett  | kiesett  |
| Joseph Arame                                                             | 200 m           | 21,34    | 3.       | 15.      | 21,04       | 3.          | 12.         | 21,29    | 6.       | 13.*     | kiesett  | kiesett  |
| Jean Mayer                                                               | 200 m           | 21,25    | 3.       | 10.      | 24,27       | 8.          | 31.         | kiesett  | kiesett  | kiesett  | kiesett  | kiesett  |
| Roqui Sanchez                                                            | 800 m           | kizárták | kizárták | kizárták |             |             |             | kiesett  | kiesett  | kiesett  | kiesett  | kiesett  |
| José Marajo                                                              | 800 m           | 1:49,60  | 5.       | 32.      |             |             |             | kiesett  | kiesett  | kiesett  | kiesett  | kiesett  |
| Marcel Philippe                                                          | 800 m           | 1:50,81  | 7.       | 35.      |             |             |             | kiesett  | kiesett  | kiesett  | kiesett  | kiesett  |
| Francis Gonzalez                                                         | 1500 m          | 3:38,59  | 5.       | 9.       |             |             |             | 3:40,73  | 6.       | 12.      | kiesett  | kiesett  |
| Jacky Boxberger                                                          | 5000 m          | 13:36,94 | 10.      | 16.      |             |             |             |          |          |          | kiesett  | kiesett  |
| Jean Conrath                                                             | 5000 m          | 13:34,39 | 5.       | 14.      |             |             |             |          |          |          | kiesett  | kiesett  |
| Jean-Paul Gomez                                                          | 10 000 m        | 28:10,52 | 2.       | 3.       |             |             |             |          |          |          | 28:24,07 | 9.       |
| Pierre Lévisse                                                           | 10 000 m        | 30:07,84 | 12.      | 33.      |             |             |             |          |          |          | kiesett  | kiesett  |
| Lucien Rault                                                             | 10 000 m        | 29:40,76 | 11.      | 31.      |             |             |             |          |          |          | kiesett  | kiesett  |
| Guy Drut                                                                 | 110 m gát       | 14,04    | 3.       | 13.      |             |             |             | 13,49    | 2.       | 4.       | 13,30    |          |
| Jean-Pierre Corval                                                       | 110 m gát       | 14,00    | 4.       | 9.       |             |             |             | 13,97    | 7.       | 12.      | kiesett  | kiesett  |
| Jean-Claude Nallet                                                       | 400 m gát       | 50,77    | 3.       | 6.       |             |             |             | 50,08    | 5.       | 7.       | kiesett  | kiesett  |
| Jean-Pierre Perrinelle                                                   | 400 m gát       | 50,78    | 3.*      | 7.*      |             |             |             | 50,82    | 6.       | 13.      | kiesett  | kiesett  |
| Jean-Paul Villain                                                        | 3000 m akadály  | 8:35,03  | 7.       | 15.      |             |             |             |          |          |          | kiesett  | kiesett  |
| Fernand Kolbeck                                                          | Maraton         |          |          |          |             |             |             |          |          |          | 2:22:56  | 34.      |
| Gérard Lelièvre                                                          | 20 km gyaloglás |          |          |          |             |             |             |          |          |          | 1:29:53  | 9.       |
| Jean-Claude Amoureux Joseph Arame Lucien Sainte-Rose Dominique Chauvelot | 4 × 100 m váltó | 39,71    | 2.       | 7.       |             |             |             | 39,33    | 2.       | 4.       | 39,16    | 7.       |
| Hugues Roger Daniel Vélasquez Francis Kerbiriou Hector Llatser           | 4 × 400 m váltó | 3:05,48  | 4.       | 9.       |             |             |             |          |          |          | kiesett  | kiesett  |

| Versenyző           | Versenyszám   | Selejtező | Selejtező | Döntő                    | Döntő                    |
| Versenyző           | Versenyszám   | Eredmény  | Helyezés  | Eredmény                 | Helyezés                 |
| ------------------- | ------------- | --------- | --------- | ------------------------ | ------------------------ |
| Jacques Aletti      | Magasugrás    | 205 cm    | 29.**     | kiesett                  | kiesett                  |
| Paul Poaniéwa       | Magasugrás    | 205 cm    | 24.***    | kiesett                  | kiesett                  |
| Patrick Abada       | Rúdugrás      | 510 cm    | 1.******  | 545 cm                   | 4.                       |
| Jean-Michel Bellot  | Rúdugrás      | 510 cm    | 19.*      | 540 cm                   | 7.                       |
| François Tracanelli | Rúdugrás      | 510 cm    | 1.******  | érvényes kísérlet nélkül | érvényes kísérlet nélkül |
| Philippe Deroche    | Távolugrás    | 738 cm    | 26.       | kiesett                  | kiesett                  |
| Jacques Rousseau    | Távolugrás    | 782 cm    | 8.        | 800 cm                   | 4.                       |
| Bernard Lamitié     | Hármasugrás   | 16,39 m   | 10.       | 16,23 m                  | 11.                      |
| Yves Brouzet        | Súlylökés     | 19,14 m   | 14.       | kiesett                  | kiesett                  |
| Jacques Accambray   | Kalapácsvetés | 70,72 m   | 7.        | 70,44 m                  | 9.                       |

| Versenyző            | Versenyszám | 100 m | 100 m | Távolugrás | Távolugrás | Súlylökés | Súlylökés | Magasugrás | Magasugrás | 400 m | 400 m | 110 m gát | 110 m gát | Diszkoszvetés | Diszkoszvetés | Rúdugrás | Rúdugrás | Gerelyhajítás | Gerelyhajítás | 1500 m  | 1500 m | Végeredmény | Végeredmény |
| Versenyző            | Versenyszám | Idő   | Pont  | Eredmény   | Pont       | Eredmény  | Pont      | Eredmény   | Pont       | Idő   | Pont  | Idő       | Pont      | Eredmény      | Pont          | Eredmény | Pont     | Eredmény      | Pont          | Idő     | Pont   | Pont        | Helyezés    |
| -------------------- | ----------- | ----- | ----- | ---------- | ---------- | --------- | --------- | ---------- | ---------- | ----- | ----- | --------- | --------- | ------------- | ------------- | -------- | -------- | ------------- | ------------- | ------- | ------ | ----------- | ----------- |
| Philippe Bobin       | Tízpróba    | 11,07 | 845   | 714 cm     | 847        | 14,12 m   | 736       | 191 cm     | 723        | 49,79 | 824   | 14,96     | 854       | 39,84 m       | 661           | 490 cm   | 880      | 50,74 m       | 600           | 4:59,65 | 562    | 7532        | 14.         |
| Gilles Gémise-Fareau | Tízpróba    | 11,15 | 827   | 674 cm     | 753        | 12,10 m   | 612       | 194 cm     | 749        | 50,09 | 810   | 14,89     | 863       | 40,12 m       | 667           | 460 cm   | 790      | 52,04 m       | 619           | 4:31,81 | 733    | 7330        | 17.         |

Női
| Versenyző                                                             | Versenyszám     | Előfutam | Előfutam | Előfutam | Negyeddöntő | Negyeddöntő | Negyeddöntő | Elődöntő | Elődöntő | Elődöntő | Döntő   | Döntő    |
| Versenyző                                                             | Versenyszám     | Idő      | Hely.    | Össz.    | Idő         | Hely.       | Össz.       | Idő      | Hely.    | Össz.    | Idő     | Helyezés |
| --------------------------------------------------------------------- | --------------- | -------- | -------- | -------- | ----------- | ----------- | ----------- | -------- | -------- | -------- | ------- | -------- |
| Sylviane Telliez                                                      | 100 m           | 11,47    | 3.       | 16.****  | 11,64       | 6.          | 24.         | kiesett  | kiesett  | kiesett  | kiesett | kiesett  |
| Catherine Delachanal                                                  | 200 m           | 23,38    | 2.       | 11.      | 23,65       | 5.          | 19.*        | kiesett  | kiesett  | kiesett  | kiesett | kiesett  |
| Chantal Réga                                                          | 200 m           | 23,54    | 4.       | 20.      | 23,33       | 4.          | 12.         | 23,00    | 4.       | 7.       | 23,09   | 8.       |
| Nadine Prévost                                                        | 100 m gát       | 13,70    | 4.       | 17.      |             |             |             | 13,95    | 6.       | 14.      | kiesett | kiesett  |
| Chantal Corbrejaud Catherine Delachanal Chantal Réga Sylviane Telliez | 4 × 100 m váltó | 43,95    | 5.       | 9.       |             |             |             |          |          |          | kiesett | kiesett  |

| Versenyző                | Versenyszám | Selejtező | Selejtező | Döntő    | Döntő    |
| Versenyző                | Versenyszám | Eredmény  | Helyezés  | Eredmény | Helyezés |
| ------------------------ | ----------- | --------- | --------- | -------- | -------- |
| Marie-Christine Debourse | Magasugrás  | 180 cm    | 4.*****   | 174 cm   | 15.*     |

* - egy másik versenyzővel azonos eredményt/időt ért el

** - két másik versenyzővel azonos időt ért el

*** - három másik versenyzővel azonos eredményt ért el

**** - négy másik versenyzővel azonos időt ért el

***** - nyolc másik versenyzővel azonos eredményt ért el

****** - tíz másik versenyzővel azonos eredményt ért el

## Birkózás
Kötöttfogású
| Versenyző       | Versenyszám | 1. forduló                         | 2. forduló                               | 3. forduló                  | 4. forduló        | 5. forduló        | 6. forduló        | 7. forduló        | Döntő             | Helyezés    |
| Versenyző       | Versenyszám | Ellenfél Eredmény                  | Ellenfél Eredmény                        | Ellenfél Eredmény           | Ellenfél Eredmény | Ellenfél Eredmény | Ellenfél Eredmény | Ellenfél Eredmény | Ellenfél Eredmény | Helyezés    |
| --------------- | ----------- | ---------------------------------- | ---------------------------------------- | --------------------------- | ----------------- | ----------------- | ----------------- | ----------------- | ----------------- | ----------- |
| Lionel Lacaze   | 62 kg       | Nelszon Davigyan (URS) · kétvállas | Lars Malmkvist (SWE) · 2-13              | kiesett                     | kiesett           | kiesett           | kiesett           | kiesett           | kiesett           | helyezetlen |
| André Bouchoule | 82 kg       | Ivan Kolev (BUL) · 2-16            | David Cummings (CAN) · feladta (sérülés) | Miroslav Janota (TCH) · 2-7 | kiesett           | kiesett           | kiesett           |                   | kiesett           | helyezetlen |
| Michel Grangier | 90 kg       | Valerij Rezancev (URS) · kizárták  | Fred Theobald (FRG) · 0-11               | kiesett                     | kiesett           | kiesett           |                   |                   | kiesett           | helyezetlen |

Szabadfogású
| Versenyző         | Versenyszám | 1. forduló                              | 2. forduló                      | 3. forduló                    | 4. forduló        | 5. forduló        | 6. forduló        | Döntő             | Helyezés    |
| Versenyző         | Versenyszám | Ellenfél Eredmény                       | Ellenfél Eredmény               | Ellenfél Eredmény             | Ellenfél Eredmény | Ellenfél Eredmény | Ellenfél Eredmény | Ellenfél Eredmény | Helyezés    |
| ----------------- | ----------- | --------------------------------------- | ------------------------------- | ----------------------------- | ----------------- | ----------------- | ----------------- | ----------------- | ----------- |
| Diego Lo Brutto   | 52 kg       | Ri Bongszun (Li Bong-Sun) (PRK) · 16-21 | Gál Henrik (HUN) · kétvállas    | kiesett                       | kiesett           | kiesett           |                   | kiesett           | helyezetlen |
| Théodule Toulotte | 62 kg       | Marco Terán (ECU) · kétvállas           | Gene Davis (USA) · kétvállas    | Zeveg Ojdov (MGL) · kétvállas | kiesett           | kiesett           | kiesett           | kiesett           | helyezetlen |
| André Bouchoule   | 82 kg       | Adolf Seger (FRG) · 5-18                | John Peterson (USA) · kizárták  | kiesett                       | kiesett           | kiesett           | kiesett           | kiesett           | helyezetlen |
| Michel Grangier   | 90 kg       | Terry Paice (CAN) · kétvállas           | Ali Reza Soleimani (IRI) · 7-21 | kiesett                       | kiesett           | kiesett           | kiesett           | kiesett           | helyezetlen |

## Cselgáncs
| Versenyző       | Versenyszám  | Csoport | Selejtező         | 32-es főtábla                             | Nyolcaddöntő                | Negyeddöntő               | Elődöntő                  | Vigaszág negyeddöntő | Vigaszág elődöntő                      | Bronz- mérkőzés              | Döntő             | Helyezés |
| Versenyző       | Versenyszám  | Csoport | Ellenfél Eredmény | Ellenfél Eredmény                         | Ellenfél Eredmény           | Ellenfél Eredmény         | Ellenfél Eredmény         | Ellenfél Eredmény    | Ellenfél Eredmény                      | Ellenfél Eredmény            | Ellenfél Eredmény | Helyezés |
| --------------- | ------------ | ------- | ----------------- | ----------------------------------------- | --------------------------- | ------------------------- | ------------------------- | -------------------- | -------------------------------------- | ---------------------------- | ----------------- | -------- |
| Yves Delvingt   | Könnyűsúly   | A       |                   | Enrique del Valle (ECU) · GY              | Minami Josiharu (JPN) · GY  | Felice Mariani (ITA) · V  | kiesett                   |                      |                                        |                              |                   | 10.      |
| Patrick Vial    | Váltósúly    | A       |                   | erőnyerő                                  | Patrick Burris (USA) · GY   | Dietmar Hötger (GDR) · GY | Kuramoto Kódzsi (JPN) · V |                      |                                        | Vaccinuf Morrison (GBR) · GY |                   |          |
| Jean-Paul Coche | Középsúly    | B       |                   | El Arabi El Jamali (MAR) · nem vett részt | Fred Marhenke (FRG) · V     | kiesett                   | kiesett                   |                      |                                        |                              |                   | 13.      |
| Jean-Luc Rougé  | Félnehézsúly | A       | erőnyerő          | José Cornavaca (NCA) · GY                 | Carlos Pacheco (BRA) · GY   | David Starbrook (GBR) · V | kiesett                   |                      |                                        |                              |                   | 10.      |
| Jean-Luc Rougé  | Nyílt        | A       |                   | Waldemar Zausz (POL) · GY                 | erőnyerő                    | Uemura Haruki (JPN) · V   |                           |                      | Pak Csonggil (Pak Jong-Gil) (PRK) · GY | Sota Csocsisvili (URS) · V   |                   | 5.       |
| Rémi Berthet    | Nehézsúly    | A       |                   | erőnyerő                                  | Petrovszky Mihály (HUN) · V | kiesett                   | kiesett                   |                      |                                        |                              |                   | 12.      |

## Evezés
Férfi
| Versenyző                                                                                           | Versenyszám      | Előfutam | Előfutam | Vigaszág | Vigaszág | Elődöntő | Elődöntő | Döntő | Döntő   | Döntő | Helyezés |
| Versenyző                                                                                           | Versenyszám      | Idő      | Hely.    | Idő      | Hely.    | Idő      | Hely.    | Típus | Idő     | Hely. | Helyezés |
| --------------------------------------------------------------------------------------------------- | ---------------- | -------- | -------- | -------- | -------- | -------- | -------- | ----- | ------- | ----- | -------- |
| Jean-Noël Ribot Jean-Michel Izart                                                                   | Kétpárevezős     | 6:44,04  | 3.       | erőnyerő | erőnyerő | 6:30,83  | 3.       | A     | 7:50,18 | 6.    | 6.       |
| Yves Fraisse Jean-Claude Coucardon Antoine Gambert (kormányos)                                      | Kormányos kettes | 7:35,91  | 1.       | erőnyerő | erőnyerő | 7:06,70  | 4.       | B     | 8:12,66 | 3.    | 9.       |
| Roland Weill Roland Thibaut Patrick Morineau Charles Imbert                                         | Négypárevezős    | 5:58,92  | 4.       | 5:53,55  | 3.       |          |          | B     | 6:28,60 | 1.    | 7.       |
| Lionel Girard Serge Fornara Bernard Bruand Jean-Jacques Mulot Jean-Pierre Huguet-Balent (kormányos) | Kormányos négyes | 6:42,14  | 3.       | erőnyerő | erőnyerő | 6:19,61  | 6.       | B     | 6:52,13 | 3.    | 9.       |

Női
| Versenyző                             | Versenyszám  | Előfutam | Előfutam | Vigaszág | Vigaszág | Döntő | Döntő   | Döntő | Helyezés |
| Versenyző                             | Versenyszám  | Idő      | Hely.    | Idő      | Hely.    | Típus | Idő     | Hely. | Helyezés |
| ------------------------------------- | ------------ | -------- | -------- | -------- | -------- | ----- | ------- | ----- | -------- |
| Annick Anthoine                       | Egypárevezős | 3:55,14  | 4.       | 4:14,00  | 3.       | B     | 4:19,14 | 1.    | 7.       |
| Josiane Rabiller Françoise Wittington | Kétpárevezős | 3:31,38  | 3.       | 3:43,00  | 3.       | B     | 4:05,16 | 3.    | 9.       |

## Íjászat
| Versenyző                  | Versenyszám  | 1. forduló | 1. forduló | 2. forduló | 2. forduló | Összesítés | Összesítés |
| Versenyző                  | Versenyszám  | Pont       | Hely.      | Pont       | Hely.      | Pont       | Helyezés   |
| -------------------------- | ------------ | ---------- | ---------- | ---------- | ---------- | ---------- | ---------- |
| Albert le Tyrant           | Férfi egyéni | 1190       | 13.        | 1218       | 13.        | 2408       | 12.        |
| Marie-Christine Ventrillon | Női egyéni   | 1163       | 11.        | 1135       | 19.        | 2298       | 17.        |

## Kajak-kenu
Férfi
| Versenyző                             | Versenyszám         | Előfutam | Előfutam | Előfutam | Vigaszág | Vigaszág | Vigaszág | Elődöntő | Elődöntő | Elődöntő | Döntő   | Döntő    |
| Versenyző                             | Versenyszám         | Idő      | Hely.    | Össz.    | Idő      | Hely.    | Össz.    | Idő      | Hely.    | Össz.    | Idő     | Helyezés |
| ------------------------------------- | ------------------- | -------- | -------- | -------- | -------- | -------- | -------- | -------- | -------- | -------- | ------- | -------- |
| Alain Lebas                           | Kajak egyes 500 m   | 2:05,46  | 7.       | 15.      | 1:53,41  | 3.       | 4.       | 1:54,64  | 3.       | 7.       | 1:50,48 | 9.       |
| Patrick Genestier                     | Kajak egyes 1000 m  | 4:09,79  | 5.       | 15.      | 3:59,65  | 1.       | 4.       | 3:55,61  | 5.       | 15.      | kiesett | kiesett  |
| Bruno Bicocchi Antoine Cipriani       | Kajak kettes 500 m  | 1:45,40  | 4.       | 11.      | 1:44,98  | 2.       | 3.       | 1:43,36  | 5.       | 14.      | kiesett | kiesett  |
| Jean-Paul Hanquier Alain Lebas        | Kajak kettes 1000 m | 4:00,72  | 8.       | 23.      | 3:33,92  | 2.       | 7.       | 3:28,48  | 3.       | 7.       | 3:33,05 | 4.       |
| Roland Iche                           | Kenu egyes 500 m    | 2:20,45  | 8.       | 14.      | 2:06,47  | 2.       | 4.       | 2:10,18  | 3.       | 7.       | 2:04,27 | 9.       |
| Roland Iche                           | Kenu egyes 1000 m   | 4:20,13  | 4.       | 4.       | 4:15,51  | 1.       | 3.       | 4:18,30  | 2.       | 6.       | 4:18,23 | 6.       |
| Gérald Delacroix Jean-François Millot | Kenu kettes 500 m   | 2:02,70  | 6.       | 10.      | 1:53,81  | 2.       | 2.       | 1:50,81  | 3.       | 6.       | 1:49,74 | 5.       |
| Alain Acart Jean-Paul Cézard          | Kenu kettes 1000 m  | 3:51,35  | 4.       | 4.       | 3:51,71  | 2.       | 3.       | 3:59,80  | 4.       | 7.       | kiesett | kiesett  |

Női
| Versenyző                          | Versenyszám        | Előfutam | Előfutam | Előfutam | Vigaszág | Vigaszág | Vigaszág | Elődöntő | Elődöntő | Elődöntő | Döntő   | Döntő    |
| Versenyző                          | Versenyszám        | Idő      | Hely.    | Össz.    | Idő      | Hely.    | Össz.    | Idő      | Hely.    | Össz.    | Idő     | Helyezés |
| ---------------------------------- | ------------------ | -------- | -------- | -------- | -------- | -------- | -------- | -------- | -------- | -------- | ------- | -------- |
| Françoise Bonetat                  | Kajak egyes 500 m  | 2:22,38  | 8.       | 15.      | 2:11,61  | 4.       | 6.       | kiesett  | kiesett  | kiesett  | kiesett | kiesett  |
| Sylvaine Deltour Anne-Marie Loriot | Kajak kettes 500 m | 2:06,12  | 5.       | 12.      | 2:00,70  | 2.       | 6.       | 1:55,75  | 4.       | 8.       | kiesett | kiesett  |

## Kerékpározás

### Országúti kerékpározás
| Versenyző                                                     | Versenyszám     | Idő              | Helyezés      |
| ------------------------------------------------------------- | --------------- | ---------------- | ------------- |
| Jean-René Bernaudeau                                          | Mezőnyverseny   | 4:47:23 (+0:31)  | 7.            |
| René Bittinger                                                | Mezőnyverseny   | nem ért célba    | nem ért célba |
| Francis Duteil                                                | Mezőnyverseny   | nem ért célba    | nem ért célba |
| Christian Jourdain                                            | Mezőnyverseny   | nem ért célba    | nem ért célba |
| Claude Buchon Loic Gautier Jean-Paul Maho Jean-Michel Richeux | Csapat időfutam | 2:19:43 (+10:50) | 20.           |

### Pálya-kerékpározás
Sprintverseny
| Versenyző      | Versenyszám  | 1. forduló                  | 1. forduló | Vigaszág             | Vigaszág | Nyolcaddöntő                                       | Nyolcaddöntő | Vigaszág selejtező     | Vigaszág selejtező | Vigaszág döntő       | Vigaszág döntő | Negyeddöntő                          | 5–8. helyért           | 5–8. helyért | Elődöntő                             | Döntő                                  | Helyezés |
| Versenyző      | Versenyszám  | Ellenfél Győztes idő        | Hely.      | Ellenfél Győztes idő | Hely.    | Ellenfelek Győztes idő                             | Hely.        | Ellenfelek Győztes idő | Hely.              | Ellenfél Győztes idő | Hely.          | Ellenfél Győztes idő                 | Ellenfelek Győztes idő | Hely.        | Ellenfél Győztes idő                 | Ellenfél Győztes idő                   | Helyezés |
| -------------- | ------------ | --------------------------- | ---------- | -------------------- | -------- | -------------------------------------------------- | ------------ | ---------------------- | ------------------ | -------------------- | -------------- | ------------------------------------ | ---------------------- | ------------ | ------------------------------------ | -------------------------------------- | -------- |
| Daniel Morelon | Férfi egyéni | Taworn Tarwan (THA) · 11,46 | 1.         |                      |          | Michel Vaarten (BEL) · Stanley Smith (BAR) · 11,29 | 1.           |                        |                    |                      |                | Serhiy Kravtsov (URS) · 11,69, 11,15 |                        |              | Dieter Berkmann (FRG) · 11,42, 11,62 | Anton Tkáč (TCH) · 10,78, 11,58, 11,17 |          |

Időfutam
| Versenyző      | Versenyszám  | Idő      | Helyezés |
| -------------- | ------------ | -------- | -------- |
| Eric Vermeulen | Férfi egyéni | 1:07,846 | 5.       |

Üldözőversenyek
| Versenyző                                                          | Versenyszám  | Selejtező | Selejtező | Nyolcaddöntő                   | Nyolcaddöntő | Nyolcaddöntő | Negyeddöntő  | Negyeddöntő | Negyeddöntő | Elődöntő     | Elődöntő  | Elődöntő | Döntő        | Döntő     | Helyezés |
| Versenyző                                                          | Versenyszám  | Idő       | Hely.     | Ellenfél Idő                   | Saját idő    | Hely.        | Ellenfél Idő | Saját idő   | Hely.       | Ellenfél Idő | Saját idő | Hely.    | Ellenfél Idő | Saját idő | Helyezés |
| ------------------------------------------------------------------ | ------------ | --------- | --------- | ------------------------------ | ------------ | ------------ | ------------ | ----------- | ----------- | ------------ | --------- | -------- | ------------ | --------- | -------- |
| Jean-Jacques Rebière                                               | Férfi egyéni | 5:00,32   | 15.       | Thomas Huschke (GDR) · 4:47,72 | 4:57,37      | 11.          | kiesett      | kiesett     | kiesett     | kiesett      | kiesett   | kiesett  | kiesett      | kiesett   | 11.      |
| Paul Bonno Jean-Marcel Brouzes Jean-Jacques Rebière Pierre Trentin | Férfi csapat | 4:31,06   | 9.        |                                |              |              | kiesett      | kiesett     | kiesett     | kiesett      | kiesett   | kiesett  | kiesett      | kiesett   | 9.       |

## Labdarúgás
| Francia labdarúgócsapat-játékoskeret | Francia labdarúgócsapat-játékoskeret                                                                                           |
| --- | --- |
| - Loïc Amisse - Bruno Baronchelli - Patrick Battiston - Claude Chazottes - Michel Cougé - Jean Fernandez - Jean-Claude Larrieu - Francis Meynieu | - Éric Pécout - Michel Platini - Michel Pottier - Olivier Rouyer - Francisco Rubio - Jean-Marc Schaer - Alexandre Stassievitch |

### Eredmények
Csoportkör
B csoport
| Csapat        | M | Gy | D | V | G+ | G– | Gk | P |
| ------------- | - | -- | - | - | -- | -- | -- | - |
| Franciaország | 3 | 2  | 1 | 0 | 9  | 3  | +6 | 5 |
| Izrael        | 3 | 0  | 3 | 0 | 3  | 3  | 0  | 3 |
| Mexikó        | 3 | 0  | 2 | 1 | 4  | 7  | –3 | 2 |
| Guatemala     | 3 | 0  | 2 | 1 | 2  | 5  | –3 | 2 |

| 1976. július 19. 12:00 |

| Franciaország (FRA)                             | 4–1               | Mexikó      |
| ----------------------------------------------- | ----------------- | ----------- |
| Schaer 14' Baronchelli 33' Rubio 78' Amisse 90' | (2–0) Jegyzőkönyv | Sánchez 81' |

| Lansdowne Park, Ottawa Nézőszám: 14 286 Játékvezető: Ángel Norberto Coerezza (argentin) |

| 1976. július 21. 12:00 |

| Franciaország (FRA)                  | 4–1               | Guatemala |
| ------------------------------------ | ----------------- | --------- |
| Platini 7' 86' Amisse 41' Schaer 82' | (2–0) Jegyzőkönyv | Fión 58'  |

| Municipal Stadium, Sherbrooke Nézőszám: 3 163 Játékvezető: Dzsafar Námdár (iráni) |

| 1976. július 23. 12:00 |

| Franciaország (FRA)    | 1–1               | Izrael     |
| ---------------------- | ----------------- | ---------- |
| Platini 80' (11-esből) | (0–0) Jegyzőkönyv | Peretz 75' |

| Olimpiai Stadion, Montréal Nézőszám: 33 639 Játékvezető: Ramón Barreto (uruguayi) |

Negyeddöntő
| 1976. július 25. 12:00 |

| NDK (GDR)                                                  | 4–0               | Franciaország           |
| ---------------------------------------------------------- | ----------------- | ----------------------- |
| Löwe 27' Dörner 60' (11-esből) 68' (11-esből) Riediger 77' | (1–0) Jegyzőkönyv | Rubio 58′ Fernandez 58′ |

| Lansdowne Park, Ottawa Nézőszám: 20 083 Játékvezető: Alberto Michelotti (olasz) |

| Csapat              | Helyezés |
| ------------------- | -------- |
| Franciaország (FRA) | 5.       |

## Lovaglás
Díjlovaglás
| Versenyző        | Ló    | Versenyszám | Selejtező | Selejtező | Döntő   | Döntő    |
| Versenyző        | Ló    | Versenyszám | Pont      | Hely.     | Pont    | Helyezés |
| ---------------- | ----- | ----------- | --------- | --------- | ------- | -------- |
| Dominique d'Esmé | Reims | Egyéni      | 1391      | 20.       | kiesett | kiesett  |

Díjugratás
| Versenyző                                                | Ló                                              | Versenyszám | 1. forduló | 1. forduló | 2. forduló | 2. forduló | Összesen | Összesen |
| Versenyző                                                | Ló                                              | Versenyszám | Pont       | Hely.      | Pont       | Hely.      | Pont     | Helyezés |
| -------------------------------------------------------- | ----------------------------------------------- | ----------- | ---------- | ---------- | ---------- | ---------- | -------- | -------- |
| Hubert Parot                                             | Rivage                                          | Egyéni      | 8,00       | 10.        | 20,25      | 16.        | 28,25    | 17.      |
| Marc Roguet                                              | Belle de Mars                                   | Egyéni      | 36,00      | 41.        | kiesett    | kiesett    | 36,00    | 41.      |
| Jean-Marcel Rozier                                       | Bayard de Maupas                                | Egyéni      | 4,00       | 2.         | 12,00      | 7.         | 16,00    | 5.*      |
| Hubert Parot Michel Roche Marc Roguet Jean-Marcel Rozier | Rivage Un Espoir Belle de Mars Bayard de Maupas | Csapat      | 24,00      | 1.         | 16,00      | 1.         | 40,00    |          |

Lovastusa
| Versenyző                                                         | Ló                             | Versenyszám | Díjlovaglás | Díjlovaglás | Tereplovaglás | Tereplovaglás | Díjugratás | Díjugratás | Végeredmény | Végeredmény |
| Versenyző                                                         | Ló                             | Versenyszám | Bünt.       | Hely.       | Bünt.         | Hely.         | Bünt.      | Hely.      | Bünt.       | Helyezés    |
| ----------------------------------------------------------------- | ------------------------------ | ----------- | ----------- | ----------- | ------------- | ------------- | ---------- | ---------- | ----------- | ----------- |
| Dominique Bentejac                                                | Djerk                          | Egyéni      | 82,09       | 14.         | kizárták      | kizárták      | kiesett    | kiesett    | kiesett     | kiesett     |
| Jean-Yves Touzaint                                                | Aladin                         | Egyéni      | 112,91      | 47.         | 101,20        | 13.           | 10,00      | 14.        | 224,11      | 18.         |
| Thierry Touzaint                                                  | Ut Majeur                      | Egyéni      | 73,34       | 10.         | nem ért célba | nem ért célba | kiesett    | kiesett    | kiesett     | kiesett     |
| Jean Valat                                                        | Vampire                        | Egyéni      | 92,50       | 27.         | 95,20         | 11.           | 0,00       | 1.         | 187,70      | 7.          |
| Dominique Bentejac Jean-Yves Touzaint Thierry Touzaint Jean Valat | Djerk Aladin Ut Majeur Vampire | Csapat      | 247,93      | 4.          | nem ért célba | nem ért célba | kiesett    | kiesett    | kiesett     | kiesett     |

* - három másik versenyzővel azonos eredményt ért el

## Műugrás
Férfi
| Versenyző    | Versenyszám        | Selejtező | Selejtező | Döntő   | Döntő    |
| Versenyző    | Versenyszám        | Pont      | Helyezés  | Pont    | Helyezés |
| ------------ | ------------------ | --------- | --------- | ------- | -------- |
| Alain Goosen | Egyéni műugrás     | 441,36    | 24.       | kiesett | kiesett  |
| Joël Suty    | Egyéni toronyugrás | 426,72    | 20.       | kiesett | kiesett  |

## Ökölvívás
| Versenyző            | Versenyszám  | Selejtező         | 32-es főtábla                        | Nyolcaddöntő                 | Negyeddöntő       | Elődöntő          | Döntő             | Helyezés |
| Versenyző            | Versenyszám  | Ellenfél Eredmény | Ellenfél Eredmény                    | Ellenfél Eredmény            | Ellenfél Eredmény | Ellenfél Eredmény | Ellenfél Eredmény | Helyezés |
| -------------------- | ------------ | ----------------- | ------------------------------------ | ---------------------------- | ----------------- | ----------------- | ----------------- | -------- |
| José Leroy           | Papírsúly    |                   | Mohamed Said Abdel Wehab (EGY) · RSC | kiesett                      | kiesett           | kiesett           | kiesett           | 17.      |
| Aldo Cosentino       | Harmatsúly   | erőnyerő          | Cacso Andrejkovszki (BUL) · KO       | kiesett                      | kiesett           | kiesett           | kiesett           | 15.      |
| Serge Thomas         | Pehelysúly   | erőnyerő          | René Weller (FRG) · 2-3              | kiesett                      | kiesett           | kiesett           | kiesett           | 17.      |
| Jean-Claude Ruiz     | Kisváltósúly | erőnyerő          | Calistrat Cuţov (ROU) · 0-5          | kiesett                      | kiesett           | kiesett           | kiesett           | 17.      |
| Jean-Pierre Malavasi | Középsúly    |                   | erőnyerő                             | Ryszard Pasiewicz (POL) · KO | kiesett           | kiesett           | kiesett           | 9.       |
| Hocine Tafer         | Félnehézsúly |                   | Juan Domingo Suárez (ARG) · KO       | kiesett                      | kiesett           | kiesett           | kiesett           | 14.      |

## Öttusa
| Versenyző                                  | Versenyszám | Lovaglás | Lovaglás | Lovaglás | Lovaglás | Vívás    | Vívás | Vívás | Lövészet | Lövészet | Lövészet | Úszás   | Úszás | Úszás | Futás   | Futás | Futás | Összesen    | Összesen |
| Versenyző                                  | Versenyszám | Idő      | Bünt.    | Pont     | Hely.    | Eredmény | Pont  | Hely. | Pontszám | Pont     | Hely.    | Idő     | Pont  | Hely. | Idő     | Pont  | Hely. | Összes pont | Helyezés |
| ------------------------------------------ | ----------- | -------- | -------- | -------- | -------- | -------- | ----- | ----- | -------- | -------- | -------- | ------- | ----- | ----- | ------- | ----- | ----- | ----------- | -------- |
| Alain Cortes                               | Egyéni      | 1:50,1   | 64       | 1036     | 29.      | 23–22    | 784   | 18.** | 192      | 956      | 15.      | 3:40,60 | 1108  | 27.   | 12:52,3 | 1249  | 8.    | 5133        | 12.      |
| Michel Gueguen                             | Egyéni      | 1:46,6   | 0        | 1100     | 4.       | 20–25    | 712   | 30.*  | 181      | 714      | 40.      | 3:41,47 | 1104  | 29.   | 13:10,0 | 1195  | 18.   | 4825        | 33.      |
| Claude Guiguet                             | Egyéni      | 1:54,6   | 0        | 1100     | 10.      | 20–25    | 712   | 30.*  | 194      | 1000     | 8.       | 4:03,74 | 924   | 43.   | 13:34,8 | 1123  | 32.   | 4859        | 28.      |
| Alain Cortes Michel Gueguen Claude Guiguet | Csapat      |          |          | 3236     | 2.       |          | 2225  | 10.   |          | 2670     | 6.       |         | 3136  | 12.   |         | 3567  | 4.    | 14834       | 9.       |

* - négy másik versenyzővel azonos eredményt ért el

** - öt másik versenyzővel azonos eredményt ért el

## Sportlövészet
Nyílt
| Versenyző               | Versenyszám           | Pont | Helyezés |
| ----------------------- | --------------------- | ---- | -------- |
| Jean Baumann            | Gyorstüzelő pisztoly  | 585  | 27.      |
| Jean Faggion            | Szabadpisztoly        | 554  | 11.      |
| André Porthault         | Szabadpisztoly        | 552  | 14.      |
| Jacques Pichon          | Sportpuska, fekvő     | 590  | 20.      |
| Gilbert Emptaz          | Sportpuska, fekvő     | 587  | 37.      |
| Gilbert Emptaz          | Sportpuska, összetett | 1131 | 31.      |
| Yves Delnord            | Sportpuska, összetett | 1110 | 48.      |
| Bernard Blondeau        | Trap                  | 182  | 8.       |
| Michel Carrega          | Trap                  | 167  | 31.      |
| Jean-François Petitpied | Skeet                 | 194  | 8.       |
| Élie Pénot              | Skeet                 | 190  | 26.      |

## Súlyemelés
| Versenyző            | Versenyszám | Szakítás | Szakítás | Lökés    | Lökés    | Összesen | Helyezés |
| Versenyző            | Versenyszám | Eredmény | Helyezés | Eredmény | Helyezés | Összesen | Helyezés |
| -------------------- | ----------- | -------- | -------- | -------- | -------- | -------- | -------- |
| Jean-Claude Chavigny | 56 kg       | 102,5    | 11.      | 132,5    | 10.      | 235,0    | 9.       |
| Serge Stresser       | 56 kg       | 97,5     | 14.      | 127,5    | 13.      | 225,0    | 12.      |
| Dominique Bidard     | 60 kg       | 105,0    | 12.      | 140,0    | 9.       | 245,0    | 11.      |
| Roland Chavigny      | 67,5 kg     | 130,0    | 4.       | 155,0    | 9.       | 285,0    | 8.       |
| Daniel Senet         | 67,5 kg     | 135,0    | 2.       | 165,0    | 5.       | 300,0    |          |
| Christian Kinck      | 75 kg       | 130,0    | 14.      | 155,0    | 15.      | 285,0    | 14.      |
| Yvon Coussin         | 90 kg       | 152,5    | 8.       | 180,0    | 11.      | 332,5    | 7.       |
| Pierre Gourrier      | 110 kg      | 157,5    | 10.      | 215,0    | 2.       | 372,5    | 4.       |

## Torna
Férfi
| Versenyző                                                                       | Versenyszám      | Selejtező | Selejtező | Döntő    | Döntő    |
| Versenyző                                                                       | Versenyszám      | Pontszám  | Helyezés  | Pontszám | Helyezés |
| ------------------------------------------------------------------------------- | ---------------- | --------- | --------- | -------- | -------- |
| Henri Boërio                                                                    | Talaj            | 18,10     | 42.       | kiesett  | kiesett  |
| Henri Boërio                                                                    | Ugrás            | 18,85     | 22.       | kiesett  | kiesett  |
| Henri Boërio                                                                    | Korlát           | 18,85     | 15.       | kiesett  | kiesett  |
| Henri Boërio                                                                    | Nyújtó           | 19,35     | 5.        | 19,475   | *        |
| Henri Boërio                                                                    | Gyűrű            | 18,90     | 20.       | kiesett  | kiesett  |
| Henri Boërio                                                                    | Lólengés         | 18,85     | 19.       | kiesett  | kiesett  |
| Henri Boërio                                                                    | Egyéni összetett | 112,90    | 19.*      | 110,500  | 23.      |
| Michel Boutard                                                                  | Talaj            | 17,00     | 86.       | kiesett  | kiesett  |
| Michel Boutard                                                                  | Ugrás            | 17,65     | 86.       | kiesett  | kiesett  |
| Michel Boutard                                                                  | Korlát           | 17,60     | 70.       | kiesett  | kiesett  |
| Michel Boutard                                                                  | Nyújtó           | 17,35     | 73.       | kiesett  | kiesett  |
| Michel Boutard                                                                  | Gyűrű            | 17,20     | 79.       | kiesett  | kiesett  |
| Michel Boutard                                                                  | Lólengés         | 18,45     | 34.       | kiesett  | kiesett  |
| Michel Boutard                                                                  | Egyéni összetett | 105,25    | 75.       | kiesett  | kiesett  |
| Patrick Boutet                                                                  | Talaj            | 17,65     | 61.       | kiesett  | kiesett  |
| Patrick Boutet                                                                  | Ugrás            | 18,10     | 72.       | kiesett  | kiesett  |
| Patrick Boutet                                                                  | Korlát           | 17,40     | 78.       | kiesett  | kiesett  |
| Patrick Boutet                                                                  | Nyújtó           | 17,45     | 70.       | kiesett  | kiesett  |
| Patrick Boutet                                                                  | Gyűrű            | 16,65     | 88.       | kiesett  | kiesett  |
| Patrick Boutet                                                                  | Lólengés         | 17,55     | 72.       | kiesett  | kiesett  |
| Patrick Boutet                                                                  | Egyéni összetett | 104,80    | 80.       | kiesett  | kiesett  |
| Bernard Decoux                                                                  | Talaj            | 17,15     | 83.       | kiesett  | kiesett  |
| Bernard Decoux                                                                  | Ugrás            | 18,15     | 66.       | kiesett  | kiesett  |
| Bernard Decoux                                                                  | Korlát           | 17,80     | 60.       | kiesett  | kiesett  |
| Bernard Decoux                                                                  | Nyújtó           | 18,30     | 49.       | kiesett  | kiesett  |
| Bernard Decoux                                                                  | Gyűrű            | 18,30     | 51.       | kiesett  | kiesett  |
| Bernard Decoux                                                                  | Lólengés         | 16,45     | 88.       | kiesett  | kiesett  |
| Bernard Decoux                                                                  | Egyéni összetett | 106,15    | 70.       | kiesett  | kiesett  |
| Eric Koloko                                                                     | Talaj            | 17,25     | 79.       | kiesett  | kiesett  |
| Eric Koloko                                                                     | Ugrás            | 18,50     | 44.       | kiesett  | kiesett  |
| Eric Koloko                                                                     | Korlát           | 18,40     | 32.       | kiesett  | kiesett  |
| Eric Koloko                                                                     | Nyújtó           | 18,70     | 31.       | kiesett  | kiesett  |
| Eric Koloko                                                                     | Gyűrű            | 16,95     | 84.       | kiesett  | kiesett  |
| Eric Koloko                                                                     | Lólengés         | 18,45     | 34.       | kiesett  | kiesett  |
| Eric Koloko                                                                     | Egyéni összetett | 108,25    | 56.*      | 109,775  | 30.      |
| Willi Moy                                                                       | Talaj            | 17,10     | 84.       | kiesett  | kiesett  |
| Willi Moy                                                                       | Ugrás            | 18,80     | 26.       | kiesett  | kiesett  |
| Willi Moy                                                                       | Korlát           | 18,05     | 50.       | kiesett  | kiesett  |
| Willi Moy                                                                       | Nyújtó           | 18,80     | 25.       | kiesett  | kiesett  |
| Willi Moy                                                                       | Gyűrű            | 18,65     | 34.       | kiesett  | kiesett  |
| Willi Moy                                                                       | Lólengés         | 18,10     | 54.       | kiesett  | kiesett  |
| Willi Moy                                                                       | Egyéni összetett | 109,50    | 42.       | 109,500  | 33.      |
| Henri Boërio Michel Boutard Patrick Boutet Bernard Decoux Eric Koloko Willi Moy | Csapat összetett |           |           | 546,45   | 10.      |

Női
| Versenyző        | Versenyszám      | Selejtező | Selejtező | Döntő    | Döntő    |
| Versenyző        | Versenyszám      | Pontszám  | Helyezés  | Pontszám | Helyezés |
| ---------------- | ---------------- | --------- | --------- | -------- | -------- |
| Martine Audin    | Talaj            | 18,30     | 66.       | kiesett  | kiesett  |
| Martine Audin    | Ugrás            | 18,00     | 79.       | kiesett  | kiesett  |
| Martine Audin    | Felemás korlát   | 18,00     | 78.       | kiesett  | kiesett  |
| Martine Audin    | Gerenda          | 17,85     | 55.       | kiesett  | kiesett  |
| Martine Audin    | Egyéni összetett | 72,15     | 73.       | kiesett  | kiesett  |
| Nadine Audin     | Talaj            | 18,45     | 57.       | kiesett  | kiesett  |
| Nadine Audin     | Ugrás            | 18,40     | 56.       | kiesett  | kiesett  |
| Nadine Audin     | Felemás korlát   | 18,35     | 65.       | kiesett  | kiesett  |
| Nadine Audin     | Gerenda          | 17,40     | 72.       | kiesett  | kiesett  |
| Nadine Audin     | Egyéni összetett | 72,60     | 68.**     | kiesett  | kiesett  |
| Chantal Seggiaro | Talaj            | 18,30     | 66.       | kiesett  | kiesett  |
| Chantal Seggiaro | Ugrás            | 18,20     | 73.       | kiesett  | kiesett  |
| Chantal Seggiaro | Felemás korlát   | 18,25     | 68.       | kiesett  | kiesett  |
| Chantal Seggiaro | Gerenda          | 17,20     | 78.       | kiesett  | kiesett  |
| Chantal Seggiaro | Egyéni összetett | 71,95     | 74.       | kiesett  | kiesett  |

* - egy másik versenyzővel azonos eredményt ért el

** - két másik versenyzővel azonos eredményt ért el

## Úszás
Férfi
| Versenyző                                            | Versenyszám          | Előfutam | Előfutam | Előfutam | Elődöntő | Elődöntő | Elődöntő | Döntő   | Döntő    |
| Versenyző                                            | Versenyszám          | Idő      | Hely.    | Össz.    | Idő      | Hely.    | Össz.    | Idő     | Helyezés |
| ---------------------------------------------------- | -------------------- | -------- | -------- | -------- | -------- | -------- | -------- | ------- | -------- |
| René Écuyer                                          | 100 m gyors          | 53,20    | 4.       | 14.*     | 52,92    | 7.       | 12.      | kiesett | kiesett  |
| Michel Rousseau                                      | 100 m gyors          | 52,43    | 2.       | 9.       | 52,36    | 5.       | 9.       | kiesett | kiesett  |
| Pierre Andraca                                       | 400 m gyors          | 4:00,34  | 1.       | 9.       |          |          |          | kiesett | kiesett  |
| Lionel Beylot-Bourcelot                              | 100 m hát            | 1:01,58  | 7.       | 35.      | kiesett  | kiesett  | kiesett  | kiesett | kiesett  |
| Serge Buttet                                         | 100 m pillangó       | 58,37    | 4.*      | 29.*     | kiesett  | kiesett  | kiesett  | kiesett | kiesett  |
| Marc Lazzaro Benôit Laffineur Colin Ress Fabien Noël | 4 × 200 m gyorsváltó | 7:47,39  | 5.       | 11.      |          |          |          | kiesett | kiesett  |

Női
| Versenyző                                                           | Versenyszám            | Előfutam | Előfutam | Előfutam | Elődöntő | Elődöntő | Elődöntő | Döntő   | Döntő    |
| Versenyző                                                           | Versenyszám            | Idő      | Hely.    | Össz.    | Idő      | Hely.    | Össz.    | Idő     | Helyezés |
| ------------------------------------------------------------------- | ---------------------- | -------- | -------- | -------- | -------- | -------- | -------- | ------- | -------- |
| Guylaine Berger                                                     | 100 m gyors            | 58,79    | 2.       | 16.      | 58,62    | 8.       | 15.      | kiesett | kiesett  |
| Guylaine Berger                                                     | 200 m gyors            | 2:06,74  | 4.       | 19.      |          |          |          | kiesett | kiesett  |
| Sylvie Testuz                                                       | 100 m hát              | 1:07,62  | 5.       | 24.      | kiesett  | kiesett  | kiesett  | kiesett | kiesett  |
| Annick de Susini                                                    | 100 m mell             | 1:15,79  | 2.       | 16.      | 1:16,30  | 8.       | 16.      | kiesett | kiesett  |
| Annick de Susini                                                    | 200 m mell             | 2:45,63  | 5.       | 26.      |          |          |          | kiesett | kiesett  |
| Guylaine Berger Sylvie Le Noach Caroline Carpentier Chantal Schertz | 4 × 100 m gyorsváltó   | 3:56,89  | 3.       | 6.       |          |          |          | 3:56,73 | 6.       |
| Sylvie Testuz Annick de Susini Pascale Ducongé Guylaine Berger      | 4 × 100 m vegyes váltó | 4:26,48  | 4.       | 9.       |          |          |          | kiesett | kiesett  |

* - egy másik versenyzővel azonos időt ért el

## Vitorlázás
Nyílt
| Versenyző                                      | Versenyszám     | Futam | Futam  | Futam | Futam  | Futam  | Futam | Futam | Pontszám | Helyezés |
| Versenyző                                      | Versenyszám     | 1     | 2      | 3     | 4      | 5      | 6     | 7     | Pontszám | Helyezés |
| ---------------------------------------------- | --------------- | ----- | ------ | ----- | ------ | ------ | ----- | ----- | -------- | -------- |
| Serge Maury                                    | Finn dingi      | 10,0  | (37,0) | 26,0  | 3,0    | 13,0   | 16,0  | 20,0  | 88,0     | 10.      |
| Marc Laurent Roger Surmin                      | 470-es osztály  | 15,0  | 5,7    | 13,0  | (24,0) | 11,7   | 18,0  | 16,0  | 79,4     | 8.       |
| Bruno de Cazenove Chris de Cazenove            | Tornádó         | 13,0  | 15,0   | 13,0  | (17,0) | 14,0   | 10,0  | 11,7  | 76,7     | 10.      |
| Marc Pajot Yves Pajot                          | Repülő hollandi | 8,0   | 10,0   | 14,0  | 14,0   | (21,0) | 13,0  | 13,0  | 72,0     | 8.       |
| Patrick Haegeli Patrick Oeuvrard Bruno Trouble | Soling          | 0,0   | 19,0   | 0,0   | 10,0   | (23,0) | 17,0  | 18,0  | 64,0     | 7.       |

## Vívás
Férfi
| Versenyző                                                                       | Versenyszám       | Selejtező | Selejtező | Selejtező | Selejtező                         | Selejtező | Selejtező | Főtábla                         | Főtábla                            | Vigaszág                     | Vigaszág                     | Vigaszág                           | Döntő | Döntő                                   | Helyezés |
| Versenyző                                                                       | Versenyszám       | 1. kör | 1. kör    | 2. kör | 2. kör                            | 3. kör | 3. kör    | 1. kör                          | 2. kör                             | 1. kör                       | 2. kör                       | 3. kör                             | Döntő | Döntő                                   | Helyezés |
| Versenyző                                                                       | Versenyszám       | Ellenfél Eredmény | Hely.     | Ellenfél Eredmény | Hely.                             | Ellenfél Eredmény | Hely.     | Ellenfél Eredmény               | Ellenfél Eredmény                  | Ellenfél Eredmény            | Ellenfél Eredmény            | Ellenfél Eredmény                  | Ellenfél Eredmény | Hely.                                   | Helyezés |
| ------------------------------------------------------------------------------- | ----------------- | --- | --------- | --- | --------------------------------- | --- | --------- | ------------------------------- | ---------------------------------- | ---------------------------- | ---------------------------- | ---------------------------------- | --- | --------------------------------------- | -------- |
| Christian Noël                                                                  | Tőr, egyéni       | A. csoport · Klaus Haertter (GDR) · 5-2 · Jorge Garbey (CUB) · 5-4 · Greg Benko (AUS) · 5-1 · Stefano Simoncelli (ITA) · 5-0 · Roger Kam (HKG) · 5-3 · Ahmed Al-Arbeed (KUW) · 5-1 | 1.        | A. csoport · Kuki Péter (ROU) · 5-1 · Lech Koziejowski (POL) · 5-3 · Jaroslav Jurka (TCH) · 5-2 · Hossein Niknam (IRI) · 5-3 · Vaszil Sztankovics (URS) · 3-5        | 1.                                | D. csoport · Fabio Dal Zotto (ITA) · 5-4 · Vaszil Sztankovics (URS) · 5-2 · Ed Donofrio (USA) · 5-2 · Lech Koziejowski (POL) · 5-3 · Rob Bruniges (GBR) · 5-2       | 1.        | Marek Dąbrowski (POL) · 8-10    |                                    | Klaus Haertter (GDR) · 10-7  | Marek Dąbrowski (POL) · 10-5 | Aljakszandr Ramanykov (URS) · 6-10 | kiesett | kiesett                                 | 7.       |
| Frédéric Pietruszka                                                             | Tőr, egyéni       | E. csoport · Carlo Montano (ITA) · 5-4 · Komatist József (HUN) · 5-3 · Michel Dessureault (CAN) · 5-1 · Jamal Ameen (KUW) · 5-0 · Rob Bruniges (GBR) · 4-5                         | 1.        | C. csoport · Matthias Behr (FRG) · 5-4 · Ed Donofrio (USA) · 5-1 · Somodi Lajos (HUN) · 5-1 · Dzsingú Tosio (JPN) · 5-1 · Fabio Dal Zotto (ITA) · 3-5                | 1.                                | B. csoport · Harald Hein (FRG) · 3-5 · Vlagyimir Gyenyiszov (URS) · 5-3 · Enrique Salvat (CUB) · 5-1 · Ziemek Wojciechowski (POL) · 5-2 · Matthias Behr (FRG) · 2-5 | 3.        | Harald Hein (FRG) · 9-10        |                                    | Ed Donofrio (USA) · 10-5     | Harald Hein (FRG) · 10-6     | Vlagyimir Gyenyiszov (URS) · 10-1  | Fabio Dal Zotto (ITA) · 1-5 · Aljakszandr Ramanykov (URS) · 1-5 · Vaszil Sztankovics (URS) · 1-5 · Bernard Talvard (FRA) · 5-2 · Greg Benko (AUS) · 5-2       | 5.                                      | 5.       |
| Bernard Talvard                                                                 | Tőr, egyéni       | B. csoport · Enrique Salvat (CUB) · 2-5 · Mihai Ţiu (ROU) · 5-4 · Ernest Simon (AUS) · 5-2 · Ng Wing Biu (HKG) · 5-0 · Abdul Nasser Al-Sayegh (KUW) · 5-0 · Barry Paul (GBR) · 2-5 | 3.        | E. csoport · Enrique Salvat (CUB) · 5-1 · Graham Paul (GBR) · 5-4 · Carlo Montano (ITA) · 5-2 · Szató Norijuki (JPN) · 5-3 · Ziemek Wojciechowski (POL) · 2-5        | 1.                                | C. csoport · Aljakszandr Ramanykov (URS) · 4-5 · Klaus Haertter (GDR) · 3-5 · Komatist József (HUN) · 4-5 · Graham Paul (GBR) · 5-2 · Jorge Garbey (CUB) · 5-2      | 4.        | Kuki Péter (ROU) · 10-5         | Aljakszandr Ramanykov (URS) · 10-3 |                              |                              |                                    | Aljakszandr Ramanykov (URS) · 2-5 · Fabio Dal Zotto (ITA) · 5-4 · Vaszil Sztankovics (URS) · 5-4 · Greg Benko (AUS) · 5-3 · Frédéric Pietruszka (FRA) · 2-5 · | 3.                                      |          |
| Philippe Boisse                                                                 | Párbajtőr, egyéni | K. csoport · Kulcsár Győző (HUN) · 2-5 · Peter Zobl-Wessely (AUT) · 5-4 · Brooke Makler (USA) · 5-4 · Taweewat Horrapun (THA) · 5-3 · Denis Cunningham (HKG) · 5-1                 | 2.        | F. csoport · Hans-Jürgen Hehn (FRG) · 1-5 · Jerzy Janikowski (POL) · 5-4 · Ralph Johnson (GBR) · 5-3 · Alekszandr Abusahmetov (URS) · 5-4 · Omar Vergara (ARG) · 5-2 | 2.                                | A. csoport · Osztrics István (HUN) · 1-5 · Reinhold Behr (FRG) · 2-5 · Rolf Edling (SWE) · 3-5 · Karl-Heinz Müller (AUT) · 5-4 · Jeppe Normann (NOR) · 5-3          | 4.        | Fenyvesi Csaba (HUN) · 7-10     |                                    | Jaroslav Jurka (TCH) · 10-10 | Fenyvesi Csaba (HUN) · 8-10  | kiesett                            | kiesett | kiesett                                 | 9.       |
| Jacques Ladègaillerie                                                           | Párbajtőr, egyéni | D. csoport · Jerzy Janikowski (POL) · 4-5 · Herbert Lindner (AUT) · 3-5 · Greg Benko (AUS) · 5-5 · Veikko Salminen (FIN) · 5-1                                                     | 4.        | kiesett | kiesett                           | kiesett | kiesett   | kiesett                         | kiesett                            | kiesett                      | kiesett                      | kiesett                            | kiesett | kiesett                                 | 50.      |
| Philippe Riboud                                                                 | Párbajtőr, egyéni | L. csoport · Paul Szabo (ROU) · 1-5 · Jaroslav Jurka (TCH) · 4-5 · Fenyvesi Csaba (HUN) · 5-2 · Gilberto Peña (PUR) · 5-2 · Matthew Chan (HKG) · 5-3                               | 4.        | kiesett | kiesett                           | kiesett | kiesett   | kiesett                         | kiesett                            | kiesett                      | kiesett                      | kiesett                            | kiesett | kiesett                                 | 37.      |
| Philippe Bena                                                                   | Kard, egyéni      | I. csoport · Dan Irimiciuc (ROU) · 2-5 · Tycho Weißgerber (FRG) · 5-4 · Taweewat Horrapun (THA) · 5-0 · Trajan Dimitrov (BUL) · 5-2 · César Bejarano (PAR) · 5-2                   | 2.        | E. csoport · Manuel Ortíz (CUB) · 2-5 · Michele Maffei (ITA) · 2-5 · Józef Nowara (POL) · 3-5 · Miroszlav Dudekov (BUL) · 0-5 · Peter Urban (CAN) · 5-4              | 5.                                | kiesett | kiesett   | kiesett                         | kiesett                            | kiesett                      | kiesett                      | kiesett                            | kiesett | kiesett                                 | 29.      |
| Régis Bonnissent                                                                | Kard, egyéni      | A. csoport · Vlagyimir Nazlimov (URS) · 2-5 · Józef Nowara (POL) · 0-5 · Marcelo Méndez (ARG) · 5-1 · Abdul Hamid Fathi (IRI) · 5-0                                                | 3.        | C. csoport · Viktor Krovopuszkov (URS) · 0-5 · Dan Irimiciuc (ROU) · 2-5 · Marót Péter (HUN) · 5-4 · Peter Mather (GBR) · 5-0 · Guzman Salazar (CUB) · 4-5           | 4.                                | B. csoport · Ioan Pop (ROU) · 1-5 · Józef Nowara (POL) · 2-5 · Marót Péter (HUN) · 4-5 · Angelo Arcidiacono (ITA) · 5-2 · Manuel Ortíz (CUB) · 5-3                  | 6.        | kiesett                         | kiesett                            | kiesett                      | kiesett                      | kiesett                            | kiesett | kiesett                                 | 19.      |
| Patrick Quivrin                                                                 | Kard, egyéni      | G. csoport · Viktor Szigyak (URS) · 0-5 · Angelo Arcidiacono (ITA) · 2-5 · Peter Urban (CAN) · 5-4 · Royengyot Srivorapongpant (THA) · 5-1                                         | 3.        | B. csoport · Vlagyimir Nazlimov (URS) · 3-5 · Kovács Tamás (HUN) · 2-5 · Angelo Arcidiacono (ITA) · 5-4 · Stephen Kaplan (USA) · 5-3 · Eli Sukunda (CAN) · 5-2       | 4.                                | A. csoport · Gedővári Imre (HUN) · 2-5 · Dan Irimiciuc (ROU) · 2-5 · Viktor Szigyak (URS) · 5-3 · Tycho Weißgerber (FRG) · 5-3 · Anani Mihajlov (BUL) · 3-5         | 4.        | Mario Aldo Montano (ITA) · 1-10 |                                    | Ioan Pop (ROU) · 9-10        | kiesett                      | kiesett                            | kiesett | kiesett                                 | 13.      |
| Didier Flament Christian Noël Frédéric Pietruszka Daniel Revenu Bernard Talvard | Tőr, csapat       | B. csoport · Kuba (CUB) · 11-5 · Magyarország (HUN) · 9-1 | 1.        | |                                   | |           | Nagy-Britannia (GBR) · 9-3      | Olaszország (ITA) · 8 (59)-8 (61)  |                              |                              |                                    | Bronzmérkőzés · Szovjetunió (URS) · 9-4 | Bronzmérkőzés · Szovjetunió (URS) · 9-4 |          |
| Philippe Boisse François Jeanne Jacques Ladègaillerie Philippe Riboud           | Párbajtőr, csapat | B. csoport · Lengyelország (POL) · 13-1 · Finnország (FIN) · 8-0 · Magyarország (HUN) · 2-8                                                                                        | 2.        | Olaszország (ITA) · 8 (58)-8 (60) | Olaszország (ITA) · 8 (58)-8 (60) | |           | kiesett                         | kiesett                            |                              |                              |                                    | kiesett | kiesett                                 | 9.       |
| Philippe Bena Régis Bonnissent Bernard Dumont Didier Flament Patrick Quivrin    | Kard, csapat      | A. csoport · Bulgária (BUL) · 11-5 · Szovjetunió (URS) · 1-9 | 2.        | |                                   | |           | Olaszország (ITA) · 2-9         | 5–6. helyért · Kuba (CUB) · 5-9    |                              |                              |                                    | kiesett | kiesett                                 | 7.       |

Női
| Versenyző                                                                                              | Versenyszám | Selejtező | Selejtező | Selejtező | Selejtező | Selejtező | Selejtező | Főtábla                         | Főtábla                            | Vigaszág          | Vigaszág                   | Vigaszág          | Döntő csoport | Döntő csoport           | Helyezés |
| Versenyző                                                                                              | Versenyszám | 1. kör | 1. kör    | 2. kör | 2. kör    | 3. kör | 3. kör    | 1. kör                          | 2. kör                             | 1. kör            | 2. kör                     | 3. kör            | Döntő csoport | Döntő csoport           | Helyezés |
| Versenyző                                                                                              | Versenyszám | Ellenfél Eredmény | Hely.     | Ellenfél Eredmény | Hely.     | Ellenfél Eredmény | Hely.     | Ellenfél Eredmény               | Ellenfél Eredmény                  | Ellenfél Eredmény | Ellenfél Eredmény          | Ellenfél Eredmény | Ellenfél Eredmény | Hely.                   | Helyezés |
| --- | ----------- | --- | --------- | --- | --------- | --- | --------- | ------------------------------- | ---------------------------------- | ----------------- | -------------------------- | ----------------- | --- | ----------------------- | -------- |
| Brigitte Gapais-Dumont                                                                                 | Tőr, egyéni | G. csoport · Carola Mangiarotti (ITA) · 5-1 · Oka Hideko (JPN) · 5-1 · Rejtő Ildikó (HUN) · 5-1 · Sheila Armstrong (USA) · 5-1 · Gitty Moheban (IRI) · 5-1                    | 1.        | A. csoport · Jelena Belova (URS) · 4-5 · Max Madsen (DEN) · 1-5 · Bóbis Ildikó (HUN) · 4-5 · Chantal Payer (CAN) · 5-2 · Ute Kircheis-Wessel (FRG) · 5-2                             | 4.        | D. csoport · Jelena Belova (URS) · 5-3 · Tordasi Ildikó (HUN) · 5-4 · Carola Mangiarotti (ITA) · 5-2 · Max Madsen (DEN) · 5-4 · Micheline Borghs (BEL) · 3-5               | 2.        | Tordasi Ildikó (HUN) · 8-7      | Olga Knyazeva (URS) · 8-5          |                   |                            |                   | Tordasi Ildikó (HUN) · 1-5 · Maria Consolata Collino (ITA) · 2-5 · Jelena Belova (URS) · 4-5 · Cornelia Hanisch (FRG) · 5-0 · Bóbis Ildikó (HUN) · 5-2 · | 4.                      | 4.       |
| Claudette Herbster-Josland                                                                             | Tőr, egyéni | A. csoport · Stahl Jencsik Katalin (ROU) · 2-5 · Krystyna Machnicka-Urbańska (POL) · 5-4 · Helen Smith (AUS) · 5-1 · Kadzsihara Jukari (JPN) · 5-1                            | 2.        | B. csoport · Katarína Lokšová-Ráczová (TCH) · 5-2 · Brigitte Oertel (FRG) · 5-3 · Magdalena Bartoş (ROU) · 5-1 · Krystyna Machnicka-Urbańska (POL) · 5-3 · Olga Knyazeva (URS) · 1-5 | 1.        | B. csoport · Susan Wrigglesworth (GBR) · 3-5 · Cornelia Hanisch (FRG) · 1-5 · Marie-Paule Van Eyck (BEL) · 5-2 · Barbara Wysoczańska (POL) · 5-2 · Helen Smith (AUS) · 4-5 | 4.        | Susan Wrigglesworth (GBR) · 8-7 | Jelena Belova (URS) · 4-8          |                   | Tordasi Ildikó (HUN) · 6-8 | kiesett           | kiesett | kiesett                 | 9.       |
| Brigitte Latrille                                                                                      | Tőr, egyéni | I. csoport · Micheline Borghs (BEL) · 5-3 · Grażyna Staszak-Makowska (POL) · 5-2 · Jhila Al-Masi (IRI) · 5-3 · Dinorah Enríquez (PUR) · 5-1 · Susan Wrigglesworth (GBR) · 3-5 | 1.        | F. csoport · Maria Consolata Collino (ITA) · 3-5 · Micheline Borghs (BEL) · 5-2 · Clare Henley-Halsted (GBR) · 5-1 · Rejtő Ildikó (HUN) · 5-1 · Oka Hideko (JPN) · 2-5               | 2.        | C. csoport · Olga Knyazeva (URS) · 3-5 · Bóbis Ildikó (HUN) · 0-5 · Kerstin Palm (SWE) · 2-5 · Maria Consolata Collino (ITA) · 5-2 · Wendy Ager-Grant (GBR) · 4-5          | 5.        | kiesett                         | kiesett                            | kiesett           | kiesett                    | kiesett           | kiesett | kiesett                 | 21.      |
| Brigitte Gapais-Dumont Claudette Herbster-Josland Brigitte Latrille Christine Muzio Véronique Trinquet | Tőr, csapat | B. csoport · Kuba (CUB) · 11-5 · Románia (ROU) · 9-6 | 1.        | |           | |           | Lengyelország (POL) · 9-5       | Magyarország (HUN) · 8 (58)-8 (56) |                   |                            |                   | Szovjetunió (URS) · 2-9 | Szovjetunió (URS) · 2-9 |          |